# Піраміда Закревського
50°19′2″ пн. ш. 32°14′30″ сх. д. / 50.31722° пн. ш. 32.24167° сх. д.

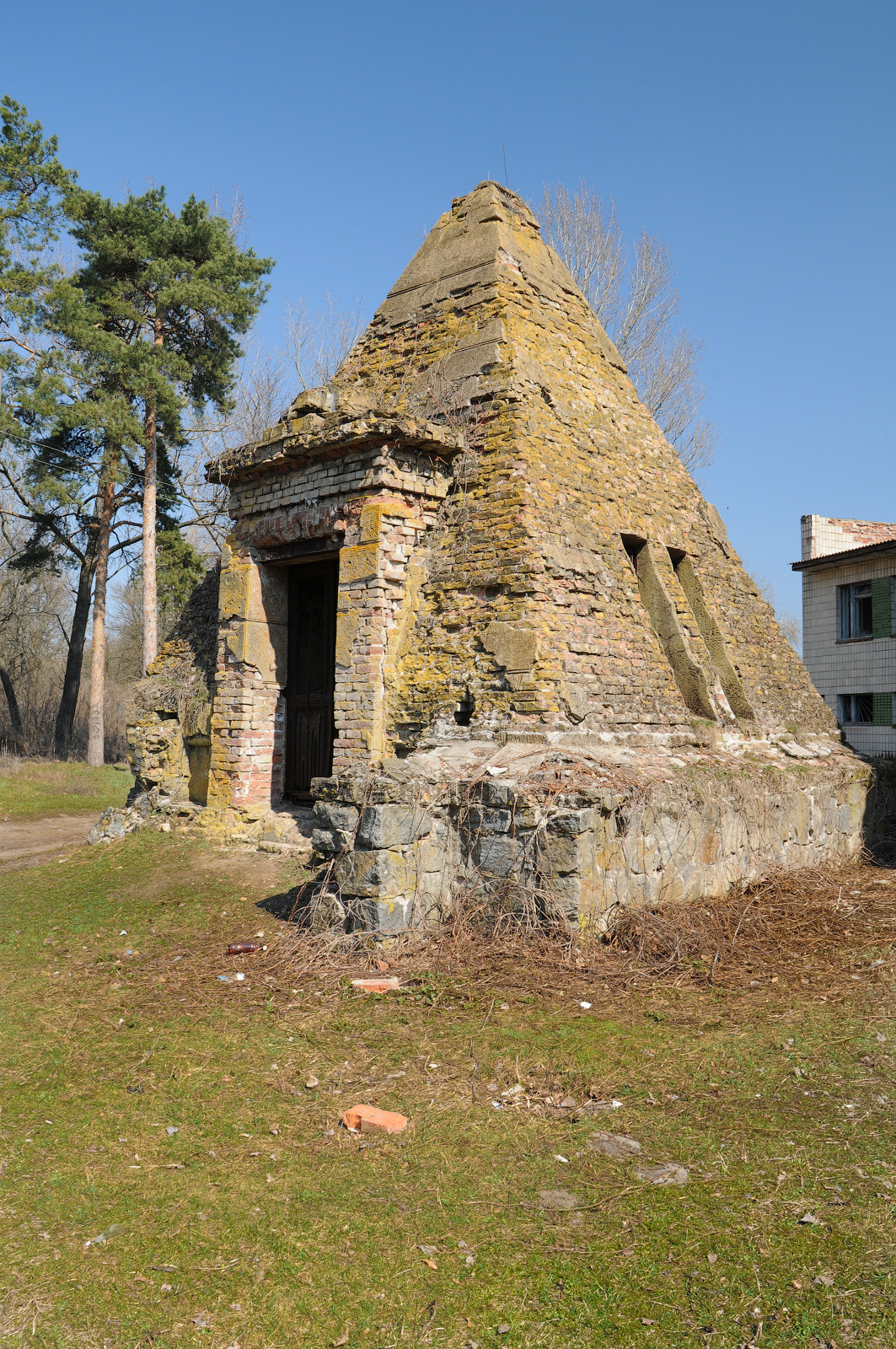
Піраміда-мавзолей сім'ї Закревських

Піраміда Закревського (Березоворудська піраміда) — родова усипальниця родини Закревських у формі єгипетської піраміди, побудована Гнатом Закревським. Розташована в селі Березова Рудка, Полтавської області.
Побудована в кінці XIX в. юристом Гнатом Закревським, який перебував на службі в імператора Олександра III, був членом масонської ложі і захоплювався єгипетською культурою. У поховальному спорудженні поєднувалися класичні форми єгипетської піраміди і язичницька атрибутика з православними символами. Вхід в каплицю «охороняла» привезена Закревським з Єгипту статуя богині Ісіди, а на портику над входом розташовувався православний хрест. По центру зали знаходився православний вівтар з великим кам'яним хрестом. І. Закревський помер у 1906 р. в Єгипті, його забальзамоване тіло було доставлено в Березову Рудку і поховано в мавзолеї. Ця піраміда є одним з трьох споруд цього типу на території України (див. Паркові піраміди України). За радянської влади каплиця була спаплюжена і розграбована, була перетворена на комору. Зараз споруда в поганому стані.

## Галерея

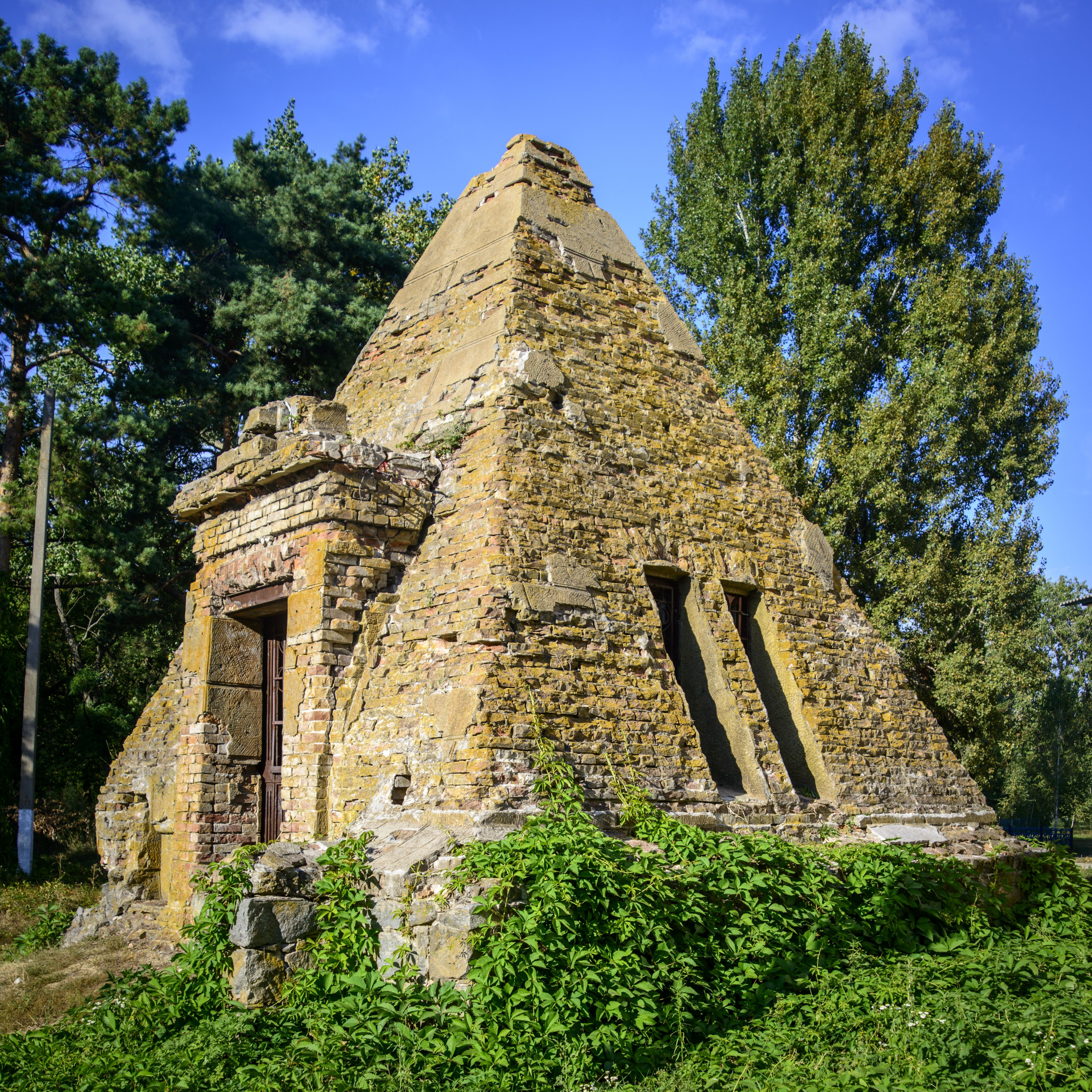
border
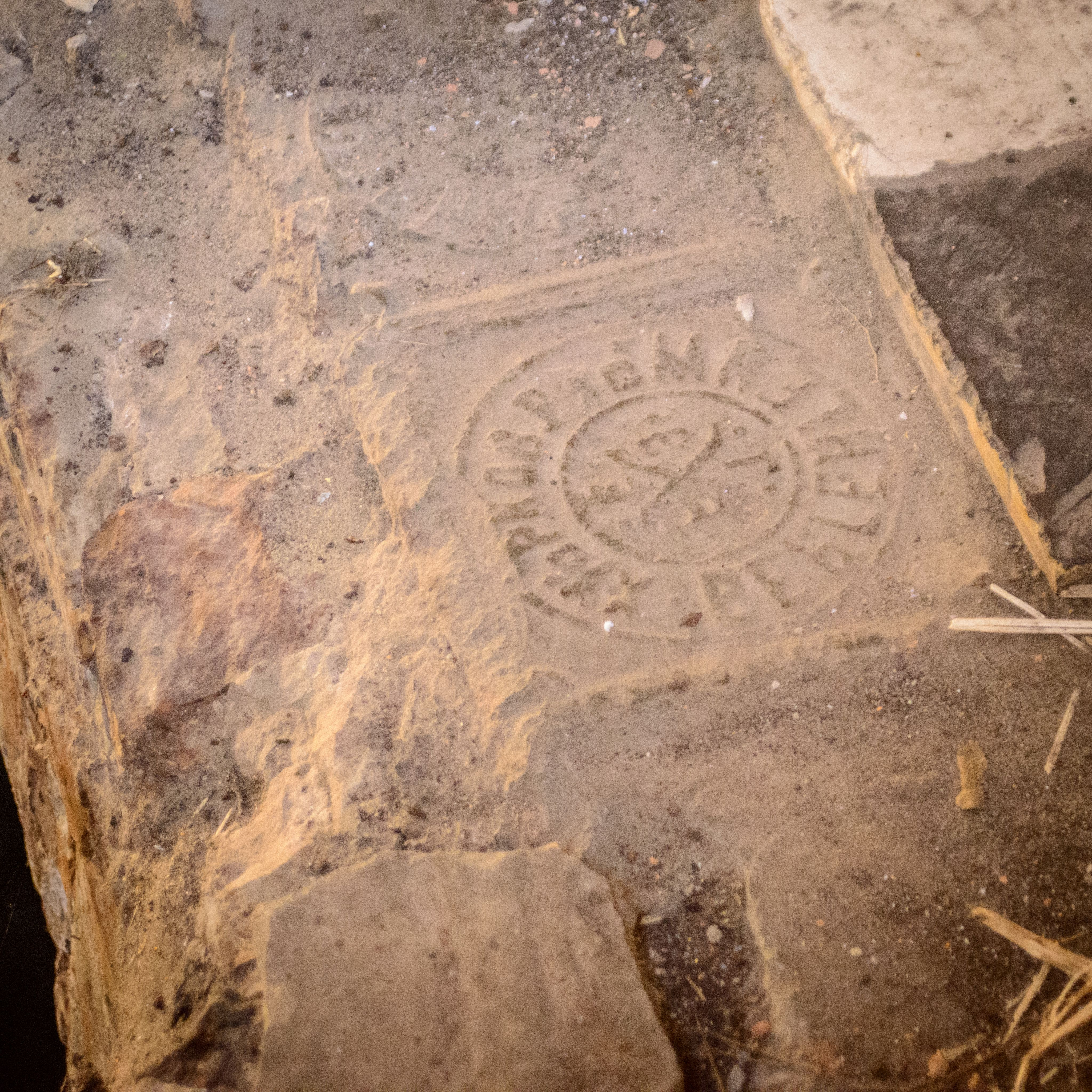
border
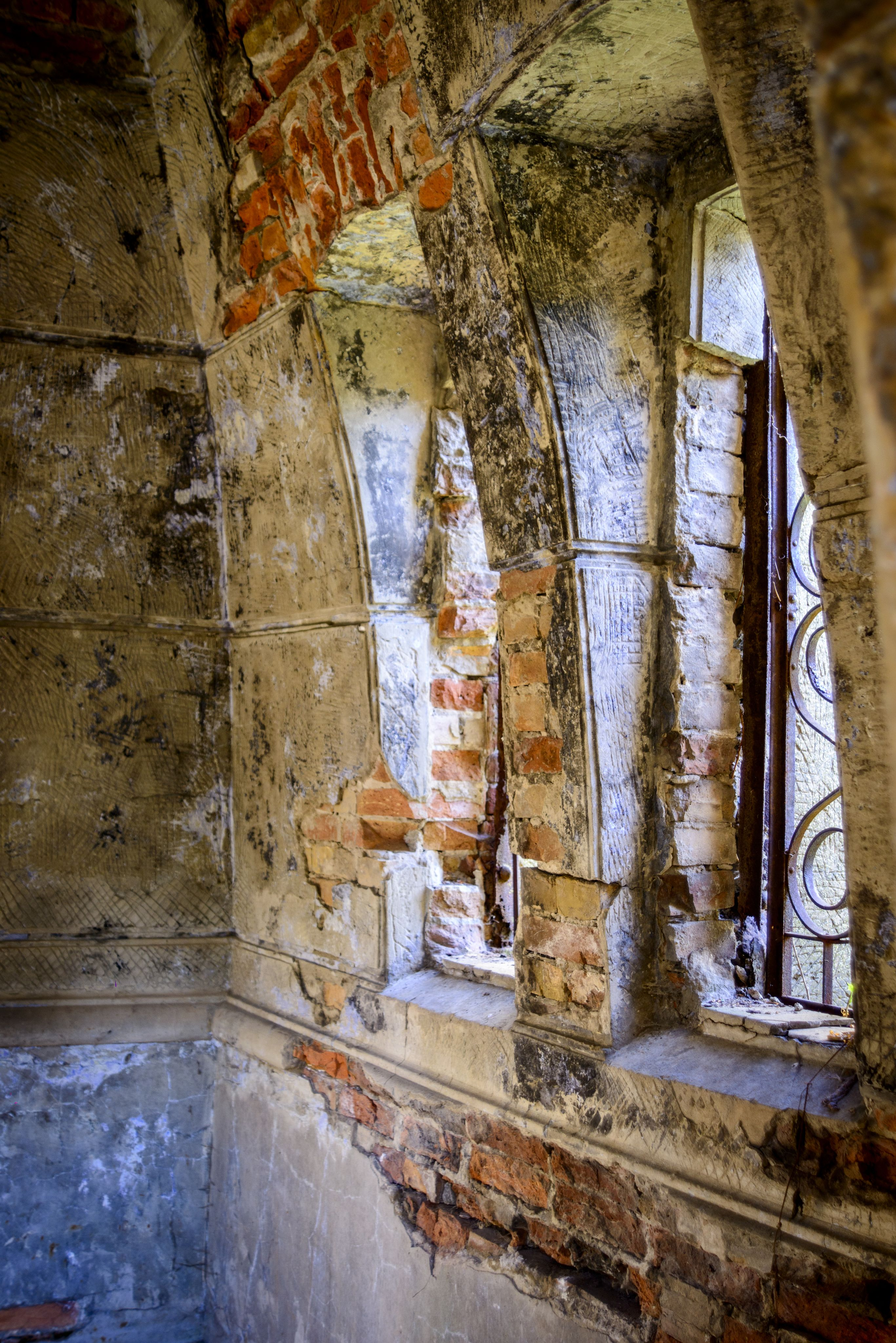
border
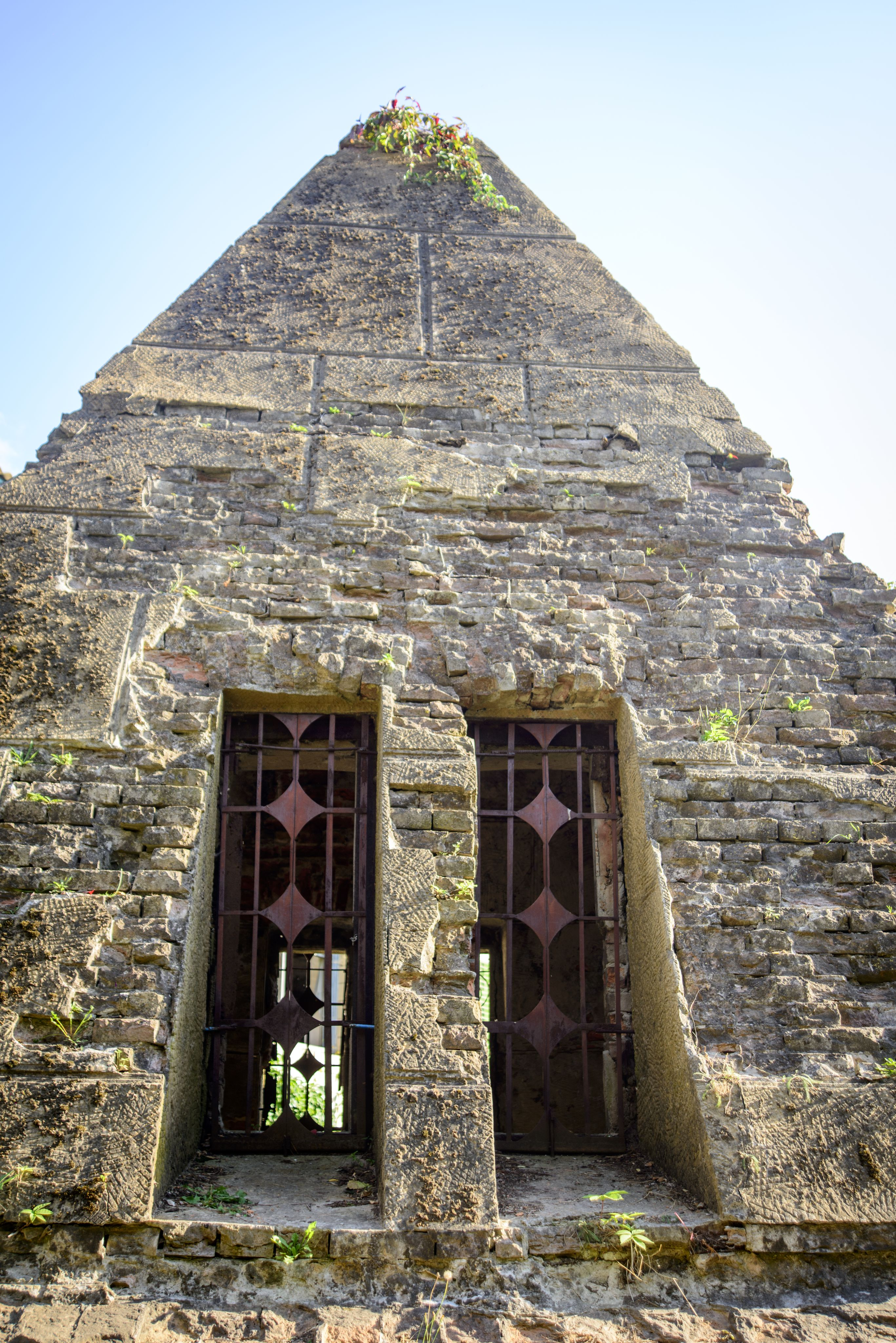
border
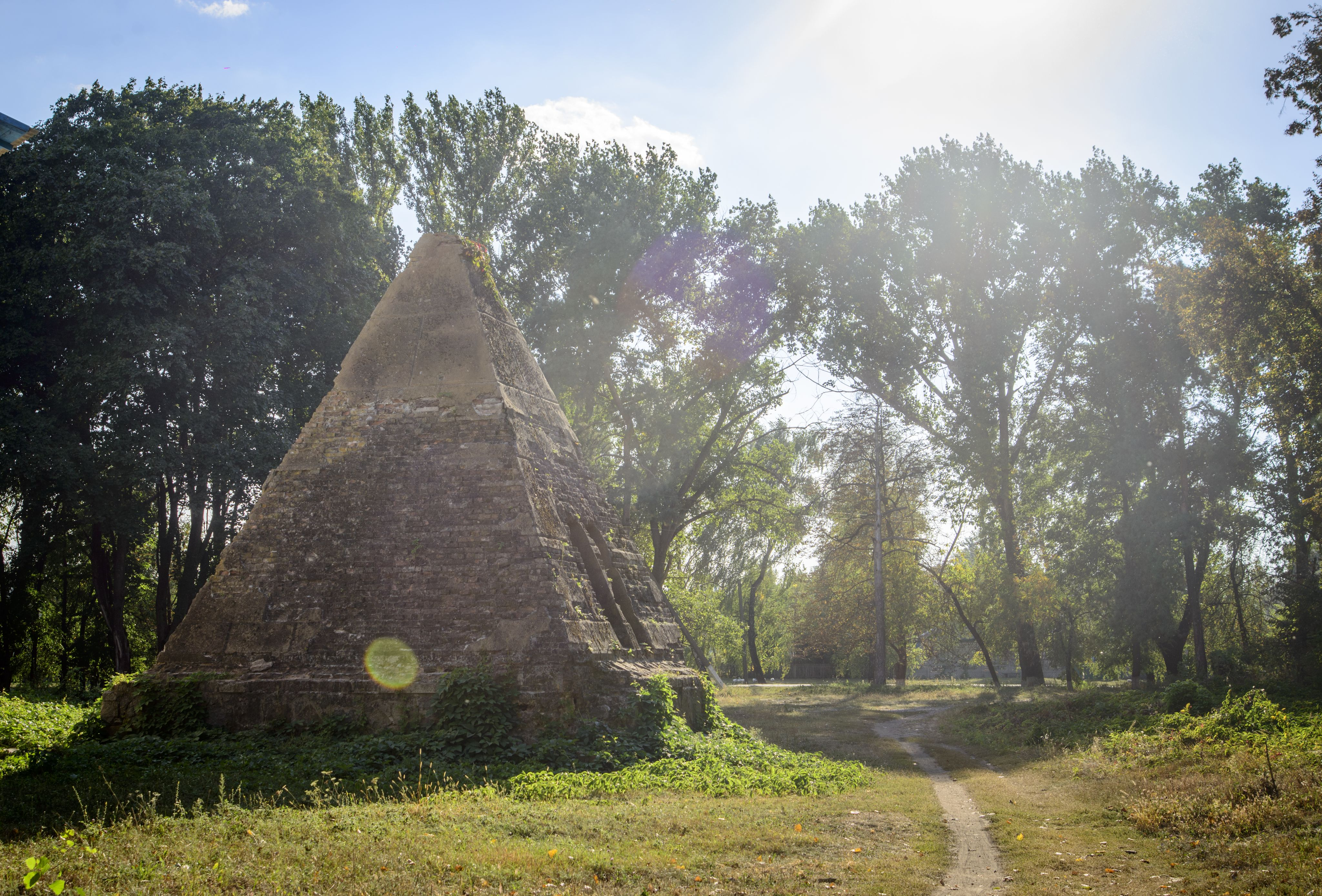
border
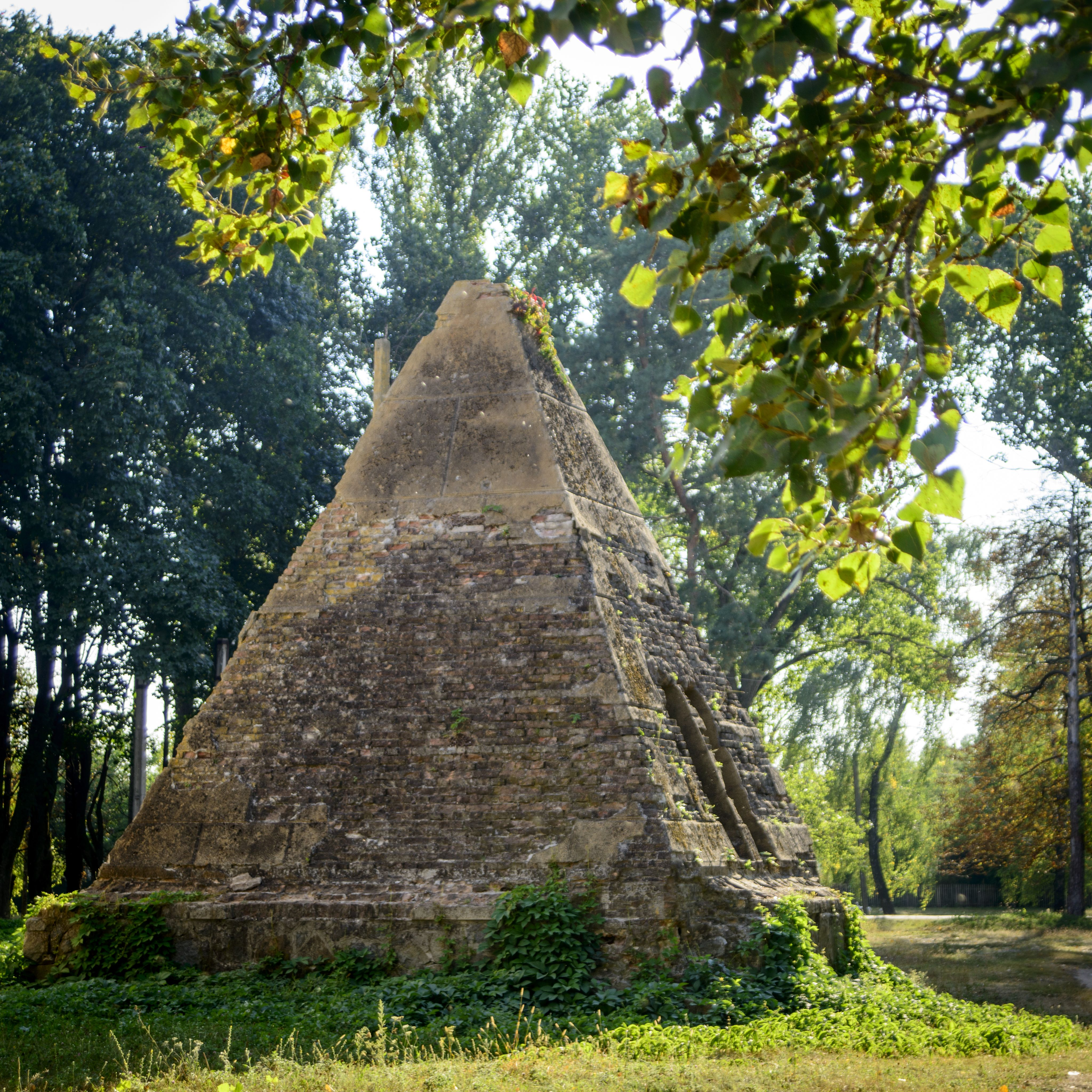
border

## Закревський
Гнат Платонович Закревський — обер-прокурор 1 департаменту права Сенату, автор ряду статей у журналі «Цивільного і Кримінального права» та ін. Рід Закревських внесений у родовідні книги Володимирської, Катеринославської, Полтавської, Петербурзької, Саратовської, Симбірської, Смоленської та Чернігівської губерній. Посол Росії часів імператора Олександра III в Єгипті.